# 李奇建
李 奇建(イ・ギゴン、이기건)は、大韓民国の軍人。陸軍准将として退官後、韓国在郷軍人会会長、国定教科書会社取締役、韓国反共連盟理事等の地位に就いた。別名は李己虔（이기건）。創氏改名時の日本名は西村武雄。

## 経歴
1919年、平安北道に生まれる。少年期は中国東北部奉天省の臨江県と長白県で過ごし、そこで中国人の世話になっていたため、中国人と同じくらい中国語に熟達し、中国人の習慣もよく知っていた。この能力を通化県駐在の日本人特務機関長に買われて、抗日武装闘争に対する宣撫工作を行う「金日成帰順特別工作班」で帰順工作に従事した。安東中学を卒業後、新京軍官学校入学（生徒隊予科第1連第4区隊砲兵科）。同期の朝鮮人は13人であったが、李以外は皆竜井市の光明中学出身であった 。1942年、新京軍官学校第1期卒業。
1945年8月、三江省勃利県で終戦を迎えた。ソ連軍に武装解除され集団収容所に入れられたが、そこから脱出してソウルに向かった。
1945年9月下旬、ソウルに到着して呂運亨を補佐した。10月初旬、呂運亨から金日成に密書を伝達する任務を受けて越北。密偵教育をする鎭南浦学院で教授として働き、やがて共産党に入党し、義州農業学校副校長となった。
1946年、のちの朝鮮人民軍となる保安隊に加入し、保安幹部第1訓練所の隊列参謀、第4課長として人員の補充・組織に関する業務を受け持った。1947年、朝鮮人民軍陸軍第1師団が正式に編成されると、砲兵連隊副連隊長（少佐）。しかしある日「人民軍からの追放が決定した」と言われ、政治保衛部員から身柄を引き渡され拘禁された。拘束された翌日から自叙伝を書くように言われ、この自叙伝をうまく書いたことと労働党組織部長の金一の斡旋もあり1週間ほどで釈放された。
しかし結局、これを機に1948年5月、韓国に越南した。丁一権らの計らいで 警備士官学校に入学し、同年末に特別第7期生として卒業(軍番11574番)。砲兵第1大隊長、第15連隊副連隊長、第3連隊長、砲兵団長、師団砲兵司令官、軍団砲兵司令官、第26師団長等を歴任。しかし1958年、陸軍大学在学中の不正行為により予備役編入。
国定教科書株式会社顧問、内外問題研究所理事長、大韓体育会理事などを務めた。

## 年譜
- 1948年11月 - 砲兵司令部大隊長[17]
- 1950年4月 - 陸軍本部作戦局次長[17]
- 1950年8月 - 第25連隊長[18]
- 1950年9月 - 第3連隊長[19]
- 1951年11月17日 - 陸軍第1訓練所南済州管区衛戍管区代行官代理[20]
- 1952年10月 - 陸軍砲兵学校入学[21][22]
- 1953年5月 - 第9野戦砲兵団長[17]
- 1954年7月 - 第26師団長[3]
- 1957年8月 - 陸軍大学入校[23]
- 1958年 - 予備役編入[3]
- 1962年 - 大韓射撃協会副会長[24]
- 1963年 - 国定教科書株式会社顧問[24]
- 1965年 - 韓国反共連盟理事[3]
- 1968年 - 内外問題研究所理事[24]
- 1969年 - 同所理事長[3]
- 1970年 - 大韓体育会理事[3]。

## 叙勲
- レジオン・オブ・メリット - 1955年12月29日[25]